# FF Transit

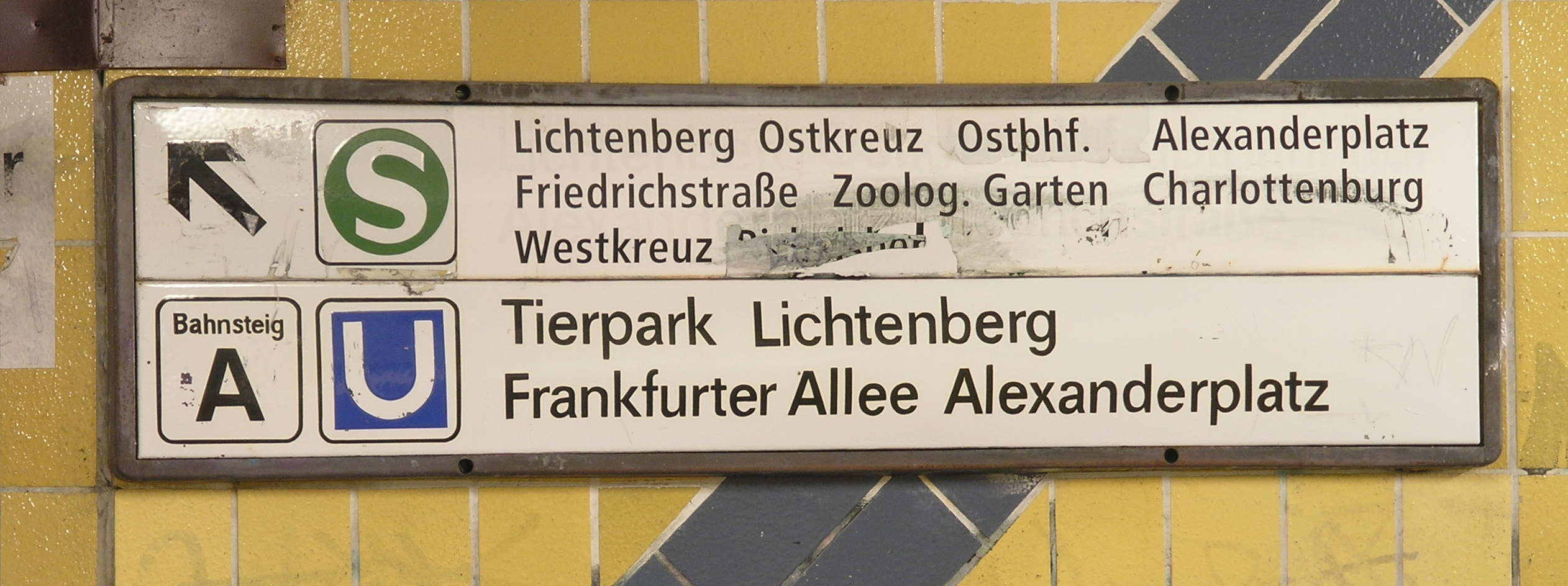
Combinazione di caratteri in un pannello segnaletico alla stazione di Wuhletal, a Berlino: nella parte superiore viene utilizzato il carattere FF Transit, in quella inferiore il vecchio Maxima in uso nella Repubblica Democratica Tedesca

Il FF Transit è un carattere tipografico senza grazie creato nel 1997 da Erik Spiekermann per l'azienda berlinese di trasporti (BVG).
Il carattere, derivato dal Frutiger, si caratterizza per un'elevata leggibilità.
Viene usato anche per la segnaletica dell'aeroporto di Düsseldorf.